# Francisco Espoz e Ilundain
Francisco Espoz Ilundain, conegut com a Francisco Espoz i Mina (Idocin, Navarra, 17 de juny del 1781 - Barcelona, 24 de desembre del 1836) fou un militar espanyol.

## Biografia
Va començar la seva carrera militar l'any 1808, en plena Guerra del Francès, enrolant-se en el destacament del comissionat anglès Doyle i desenvolupant la seva activitat bèl·lica a Jaca (Osca). Després de la capitulació de Jaca es va incorporar l'any 1809, en el 'Corso terrestre de Navarra' a les ordres del seu propi nebot Francisco Javier Mina, (conegut com a Mina el Mozo).
Mina el Mozo va ser capturat pels francesos l'any 1810, i va ser llavors nomenat cap de la partida de guerrillers que fins a aquest moment liderava el seu nebot, aconseguint unir sota el seu comandament tots els grups guerrillers que actuaven a Navarra. Va adoptar el segon cognom del seu nebot, intentant gaudir del prestigi que Francisco Javier tenia entre els seus homes. Va sobresortir per la seva habilitat i coneixement del terreny, encara que també per la seva crueltat. Va manar el cos d'exèrcit de Navarra, i va ser conegut en aquesta època com el Petit Rei de Navarra.
Entre 1810 i 1813, amb un exèrcit de gairebé 3.000 homes, va desenvolupar els seus atacs i incursions per Navarra, Aragó, Castella i Guipúscoa, sense que els exèrcits francesos poguessin plantar-li cara. A finals de 1812 va prendre Ayerbe i Osca, Tafalla en febrer de 1813 i Saragossa en juliol. Davant d'aquests, la Tercera Junta de Regència li va atorgar múltiples condecoracions, i el va nomenar successivament coronel, general i mariscal de camp (1812).
Finalitzada la guerra el 1814, amb la tornada de Ferran VII, es va oposar a la dissolució de l'escamot, i es va col·locar de part de la causa liberal (que mantindria fins a la seva mort). Va encapçalar una conspiració a Pamplona (1814), en un intent fallit de proclamar la Constitució de 1812. Fracassat l'intent, va haver de refugiar-se a França. El 1816 va participar en la Conspiració del triangle (una societat secreta, pel que sembla d'inspiració maçònica, dirigida per  Vicente Richart), entre d'altres, juntament amb Rafael de Riego (1785 - 1823), Juan Díaz Porlier (1788 - 1815) i Luis de Lacy y Gautier (1775 - 1817), que tenia l'objectiu de segrestar el Rei per a obligar-lo a jurar la Constitució de Cadis. Aquest fet és l'antecedent immediat de l'alçament del coronel Rafael de Riego l'any 1820.
Amb el triomf de l'alçament liberal de Riego, l'any 1820 va tornar a Navarra i va proclamar la Constitució a Santesteban. Va ser nomenat capità general de Navarra i Catalunya. Va ser comandant general de Galícia (1821) i posteriorment destituït.
L'any 1822, en plena lluita entre absolutistes i liberals durant el Trienni, va ser enviat a Catalunya, on va portar a terme una campanya per combatre la Regència d'Urgell, netejant el territori de partides reialistes en sis mesos. Va arrasar la població de Castellfollit de Riubregós i va prendre la població de la Seu d'Urgell, accions per les quals va ser ascendit a Tinent General i condecorat amb la Creu de San Fernando.
Va ser un dels pocs generals que va plantar cara a Lluís XIX, duc d'Angulema (1775 - 1844) quan va entrar a Espanya al capdavant dels Cent Mil Fills de Sant Lluís per restaurar el règim absolutista de Ferran VII. Va haver de capitular al novembre del 1823, i va fugir a Anglaterra per a instal·lar-se després a París. Des d'allí va tractar d'aconseguir ajuda del govern francès de Lluís Felip I d'Orleans per a restablir a Espanya la Constitució liberal. El 18 de novembre del 1830 va intentar una penetració en el País Basc, a través de Baiona, contra el règim de Ferran VII, però va haver de tornar ràpidament cap a França en veure que el país no responia amb l'interès necessari. Va retornar a Espanya el 1833 afavorit per l'amnistia decretada per la reina regent Maria Cristina de Borbó.
El govern monàrquic de la regent li va reconèixer la graduació militar, el va nomenar virrei de Navarra (1834-1836) i li confià el comandament suprem de la lluita en el Nord contra els carlins. Es va enfrontar sense èxit a Zumalacárregui, i va ser derrotat a les accions de Larrainzar, Echarri, Ardanaz i Olazagutía. Va presentar la dimissió el 13 d'abril del 1835. A l'octubre del 1835, el govern de Mendizábal el va nomenar capità general de Catalunya (1835-1836), on va obtenir alguns èxits contra els rebrots carlistes, alguns d'ells tenyits de veritable crueltat, com quan va donar el vistiplau a Agustín Nogueras Pitarque per afusellar la mare del militar carlí Ramon Cabrera, fet que va provocar la repulsa general. Després d'una breu campanya per Lleida i Tarragona, va presentar la seva dimissió l'1 d'abril del 1836.
Va morir a Barcelona l'any 1836 mentre preparava la seva sortida voluntària a França, i va ser enterrat en una sumptuosa cerimònia fúnebre. La seva vídua (molt més jove que ell), Juana María de la Vega, comtessa d'Espoz i Mina, va ser nomenada ajuda personal de la reina Isabel II d'Espanya durant la regència d'Espartero i es va encarregar de mantenir viu el record del seu marit fins a la seva mort el 1872. Va publicar les memòries del seu espòs, titulades Memorias del General Don Francisco Espoz y Mina.
Es troba enterrat en un mausoleu situat en el claustre de la catedral de Pamplona.